# Buddenturm

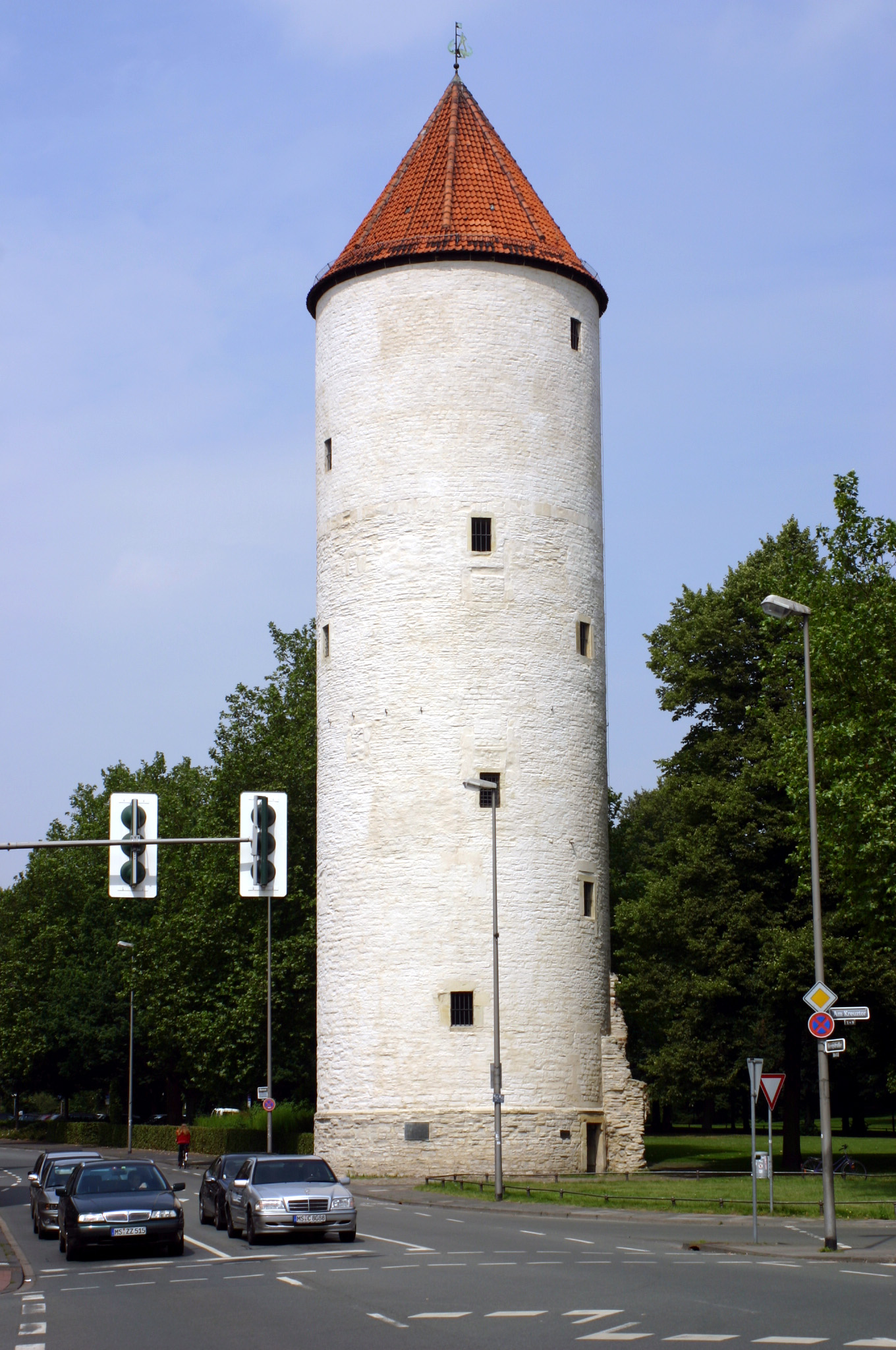
Der Buddenturm, zu sehen sind auch Reste der Stadtmauer

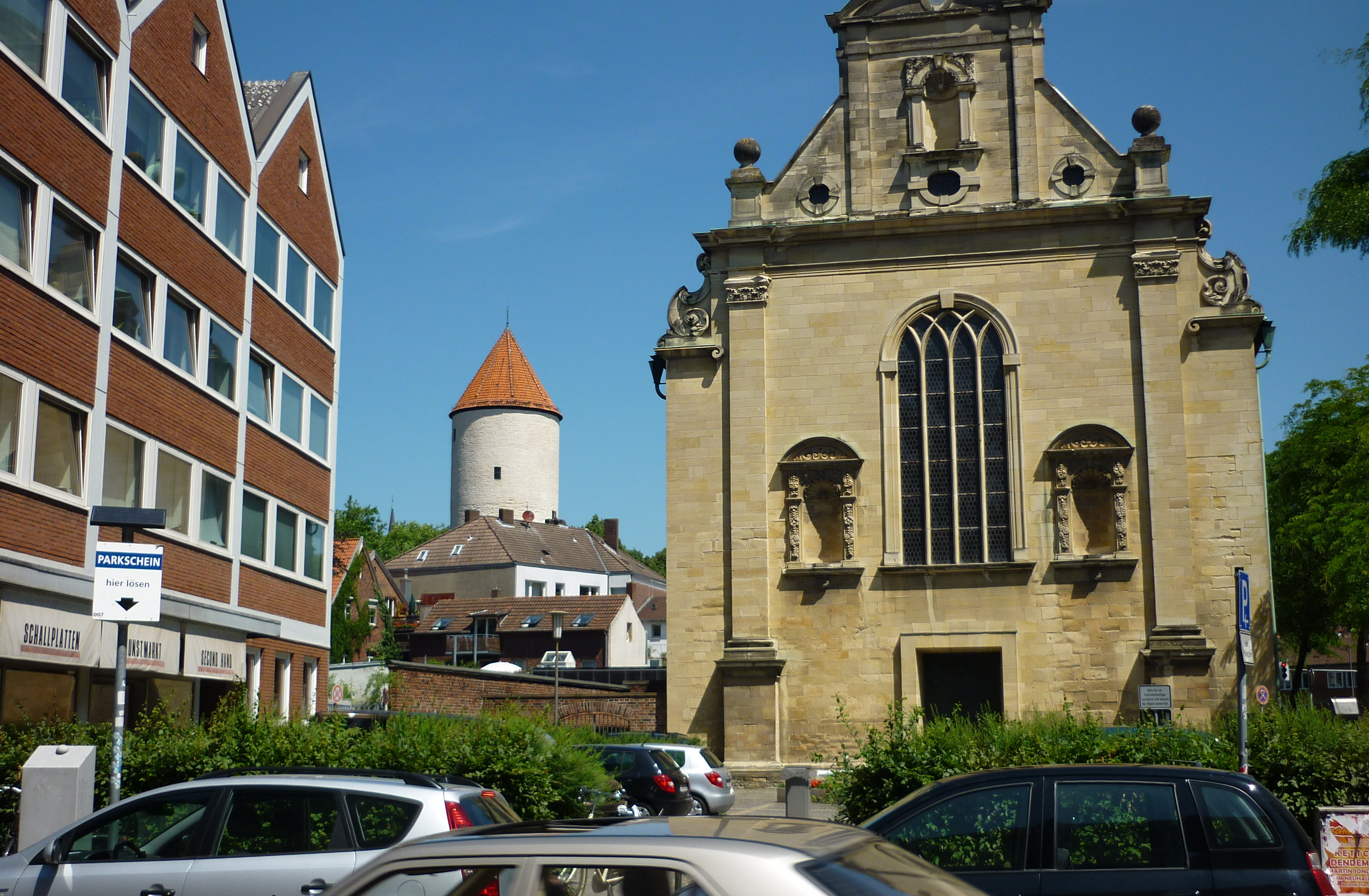
Blick von der Universitätskirche in der Rosenstraße zum Buddenturm

Der Buddenturm (auch Pulverturm) ist der älteste noch erhaltene Teil der ehemaligen Stadtbefestigung der westfälischen Stadt Münster. Er entstand im 12. Jahrhundert.

## Geschichte und Beschreibung
Der Buddenturm wurde um 1150 als Wehrturm errichtet. Die ursprüngliche Höhe betrug 20 m. Kurz vor der Herrschaft der Täufer diente er im Jahre 1533 zusätzlich als Gefängnis und ab 1598 als Pulverturm. Ab 1629 folgte der Anbau eines 10 m hohen, sechseckigen Treppenturmes an der Westseite sowie der Einbau eines Gewölbes bis auf die Höhe des Treppenturmes. Im 18. Jahrhundert wurde dieser weiter aufgestockt und reichte daraufhin bis zum Dach.
Als die Stadtbefestigung zwischen 1764 und 1767 abgebrochen wurde, blieb der Turm stehen, da er auch als Pulverturm diente und diese Funktion auch weiter erfüllte. Nachdem er in der Zeit danach ab dem Jahre 1771 zusammen mit dem nahegelegenen Zwinger auch als Gefängnis diente, kaufte die Stadt den Turm im Jahre 1879 vom Militär für 3620 Mark ab. Anschließend stockte die Stadt ihn um 20 m auf bei gleichzeitigem Abbau des Treppenturmes, um ihn als Wasserturm zu nutzen. Dazu wurde ein 500 m³ fassender Wassertank eingebaut und das Ziegeldach durch eine neugotische Zinnenkrone ersetzt. An diese Funktion erinnern noch immer eine erhaltene Messskala sowie die Fallrohre im Inneren des Turms.
Nach den Schäden, die der Zweite Weltkrieg in Münster und auch am Buddenturm angerichtet hatte, wurde er restauriert und bekam ein Kegeldach im ursprünglichen Aussehen aufgesetzt. Dabei reduzierte sich die Höhe um 10 m auf insgesamt 30 m. Anschließend diente er als Lagerstätte sowie als Schaltstelle für Straßenbeleuchtung. Diese Nutzung durch die Stadtwerke Münster wurde im Jahre 1992 aufgegeben, und der Besitz ging zurück an die Stadt Münster. 1987 wurde der letzte noch existierende Rest der Stadtmauer während der Skulptur.Projekte von der Künstlerin Susana Solano in eine massive Stahlkonstruktion eingefasst. Auf der Westseite des Turms ist diese in Münster umstrittene Skulptur permanent installiert worden. Auch im Rahmen der Skulptur.Projekte im Jahre 1997 war der Buddenturm Schauplatz einer Lichtinstallation. Die letzten Renovierungen erfolgten im Jahre 2002, bei denen auf die Außenwand Muschelkalkschlämme aufgetragen wurde, und im Jahre 2003, bei denen sämtliche Holzteile im Inneren saniert wurden.